# La mina (película)
La mina es una película argentina dirigida por Víctor Laplace y protagonizada por Norman Briski, Víctor Laplace y Jean Pierre Noher. Fue estrenada el 9 de septiembre de 2004.

## Sinopsis
Don Sebastián, hombre de una generación que se crio en un país en pleno desarrollo y con futuro, no acepta el desmoronamiento y se aferra al trabajo como única alternativa, y con él, a la esperanza. La porfía de quien sabe que no importa el precio que deba pagarse para intentar transformar la sociedad.

## Reparto
- Norman Briski como Eleonora Wexler
- Víctor Laplace como Don Sebastián
- Jean Pierre Noher como Ricardo
- Haydée Padilla como Doña Leonor
- Eleonora Wexler como Juana